# 五神傳說
《五神傳說》（英語：World of the Five Gods）是美国作家洛伊絲·莫瑪絲特·布約德創作的奇幻小說系列，描述信仰五神的架空世界，包含長篇三部曲及九篇中、短篇小說，其中《靈魂護衛》於2005年榮獲星雲獎最佳小說，2018年榮獲雨果獎最佳長篇系列。

## 概要
宜布拉半島上的人們信仰五神，人類向神祈求以實現願望，而神明藉信徒展現意志。

## 設定
- 五神信仰
  - 春之女神（Lady of Spring）：掌管豐收、生命。
  - 夏之母神（Mother of Summer）：掌管醫療、事物的復元。
  - 秋之子神（Son of Autumn）：掌管狩獵、戰爭。
  - 冬之父神（Father of Winter）：掌管合乎義理的死亡、法律。
  - 災神（Bastard）：非屬四季，庇護所有不被其他神祇接受的靈魂。

## 故事年表
- 神聖狩獵(The Hallowed Hunt)
- Penric's Demon
- Penric and Shaman
- Penric's Fox
- Masquerade in Lodi
- Penric's Mission
- Mira's Last Dance
- The Prisoner of Lomnos
- The Orphans of Raspay
- The Physician of Vilnoc
- 王城闇影（The Curse of Chalion）
- 靈魂護衛（Paladin of Souls）

## 著作
- Chalion

1. 《王城闇影 / 查理昂之咒》（The Curse of Chalion,2001)
2. 《靈魂護衛 / 灵魂骑士》（Paladin of Souls,2003）

- The Weald

1. 《神聖狩獵 / 圣猎》（The Hallowed Hunt,2005)

- Penric and Desdemona

1. 《彭里克的惡魔》（Penric's Demon,2015)
2. 《彭里克與薩滿》（Penric and the Shaman ,2016)
3. 《彭里克的使命》（Penric's Mission ,2016)
4. 《米拉最後之舞》（Mira's Last Dance ,2017)
5. 《彭里克的狐狸》（Penric's Fox ,2017)
6. 《里諾斯的囚犯》（The Prisoner of Limnos ,2017)
7. 《萊斯佩的孤兒》（The Orphans of Raspay ,2019)
8. 《維爾諾的醫生》（The Physicians of Vilnoc ,2020)
9. 《洛迪的化妝舞會》（Masquerade in Lodi ,2020)
10. 《瑟賽隆的刺客》（The Assassins of Thasalon ,2021)
11. 《暗影之結》（Knot of Shadows ,2021)